# Reino de Desmond
El Reino de Desmond fue un reino histórico localizado en la costa suroeste de Irlanda. El origen del nombre proviene del irlandés Deas-Mhumhain, que significa "Sur de Muster". El reino de Desmond se originó en el año 1118 por el Tratado de Glanmire, cuando el reino de Munster se dividió en los reinos de Desmond y Thomond o Tuadh-Mhumhain, que significa "Norte de Munster".

## Reyes de Desmond

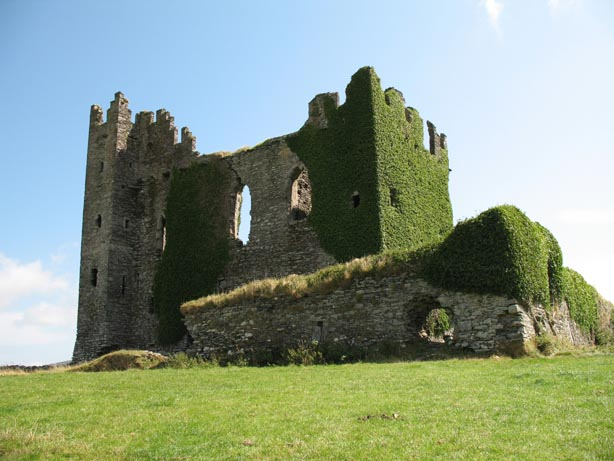
Vista del castillo Ballycarbery.

Desde 1118, el Reino de Desmond fue gobernado por el clan de los MacCarthy Mór, es decir el clan de la familia MacCarthy que tenía el título de "Mór" (que significa "gran" o "grande" en gaélico), una especie de jefatura de título que se le daba a la familia más prominente del clan. Los principales asentamientos de los MacCarthy fueron el Castillo Pallis (o Pallis Castle) cerca de Killarney, el Castillo Lough (o Lough Castle) frente al Lough Lane también de Killarney y, finalmente, el Castillo Ballycarbery (o Ballycarbery Castle) en Ballycarbery.
Tras la muerte del rey Donal IX MacCarthy Mór en 1596 y el fin del orden Gaélico, después de la batalla de Kinsale en 1602, el antiguo Reino de Desmond fue partido en dos: el condado de Cork y el condado de Kerry en 1606.
Subsecuentemente con el final de la dinastía MacCarthy Mór en Desmond, el título de la jafatura "Mór" sería acreditado como Príncipes de Desmond. Un título secundario de los MacCarthy Mór derivaría de la designación de su señorío como Lord.

### Monarcas
Muireadach, hijo de Carthach que fue un gran comandante, sería el primero en utilizar el apellido "MacCarthy" y sería Lord de Eoghanacht Caisil, gobernando desde 1045 a 1092. Tenía un hermano llamado Teige (o Tadhg) que lo sucedería tras su muerte en la corona de Munster.

«Los jefes de Munster, de la fortaleza del Shannon
Son de la semilla de Eoghan, el hijo de Oilliol;
MacCarthagh, el forzador de tributos,
Es como la onda de la tormenta alzada azotando la orilla»
O'Herrin.

#### sigloXII
- Tadhg MacCarthy (1118-1123)
- Cormac Mac Carthaig (1123-1127)
- Donogh MacCarthy (1127)
- Cormac MacCarthy (1127-1138)
- Donogh MacCarthy (1138-1143)
- Dermod Mór "na Cill Baghain" MacCarthy (1143-1185)
- Donal Mór "na Corra" MacCarthy (1185-1206)

Tras la muerte de Tadhg en 1123, tenía cuatro hijos: su hija Sadhbh (o Saiv) que se casaría con Dermod O'Brien; y tres hijos Cormac, Donogh y Teige.
Cormac Magh-Tamnagh, obispo del Reino de Caisil, hijo de Tadhg, sucedería el trono de su tío en 1123. Sería conocido, además de Rey de Desmond, como Obispo de los Reyes de Irlanda y sería asesinado a traición en su propia casa por Tirlogh, hijo de Diarmaid O'Brien y por Dermod Lugach O'Conor "Kerry".
Dermod Mór "na Cill Baghain", gobernaría Desmond y sería Rey de Cork. Su segunda esposa Petronilla de Bleete (o Bloet), de una familia noble de Inglaterra, contraería matrimonio con Dermond cuando este tenía 75 años de edad. Con ella, la familia Stack llegaría a Irlanda, donde este les daría extensas posesiones ganando la desaprobación de sus súbditos y de su propio clan. Cormac Liathanach, su hijo mayor, sería proclamado rey de Munster y agruparía una gran fuerza para expulsar a los extranjeros con los que su padre había formado alianza. Dermond sería apresado y su hijo asesinado en 1177 por Conor y Cathal O'Donoghue. Para vengarlo, Dermond sería ayudado por Raymond le Gros, a quién posteriormente se le concedería la baronía del Clan Maurice en el condado de Kerry (ya que el hijo de Raymond sería Maurice, fundador del clan FitzMaurice). Con el reparto de tierras y de acuerdo a la Constitución irlandesa de entonces, Dermond era culpable de traición y robo al pueblo por otorgar las tierras que le pertenecían pero de que ninguna manera podía regalar.
Donal Mór "na Curra" (que en irlandés significa "de la plantación") debería defender el territorio de los anglo-normandos en Munster, empujándolos hasta las afueras de Limerick en 1196. Y nuevamente, en 1203, cuando fueron asesinados más de ciento setenta.

#### sigloXIII
- Fingen MacCarthy (1206-1207)
- Diarmait Duna Droignein McCarthy (1207-1229)
- Cormac Fionn MacCarthy (1229-1247)
- Domnall Got Cairprech MacCarthy (1247-1251)
- Finghin MacCarthy (1251-1261)
- Cormac MacCarthy (1261-1262)
- Domnall Ruad MacCarthy (1262-1302)

#### sigloXIV
- Donal Oge MacCarthy (1302-1306)
- Donogh Carrthain MacCarthy (1306-1310)
- Diarmait Oge MacCarthy (1310-1326)
- Cormac MacCarthy (1326-1359)
- Donal Oge MacCarthy (1359-1390)
- Tadhg na Mainistreach Mac Carthaigh Mór (1390-1428)

#### sigloXV
- Domhnall an Dana MacCarthy (1428-1469)
- Tadgh Liath MacCarthy (1469-1503)

#### sigloXVI
- Domnall MacCarthy (1503-1508)
- Domhnall an Druiminin MacCarthy (1516-1558)
- Domhnall MacCarthy (1558-1596)

Domhnall (o Donal) MacCarthy se casó con Honoria, la hija de su cuñado James, Conde de Desmond. Él fue en 1596, Conde de Clancare (o Glencare) en el Reino de Kerry y Vizconde de Valentia, en el mismo condado, creados por la reina Isabel I de Inglaterra. Glencare o Clancare es una forma equívoca de decir Clan Carthy, dada por la corte inglesa que ignoraba las costumbres irlandesas.
El ocaso del Reino de Desmond coincidiría con la muerte de Domhnall MacCarthy en 1596. Dejaría un hijo ilegítimo, llamado Domhnall, que se proclamaría a sí mismo "MacCarthy Mór" pero no heredaría sus cargos. Su única hija legítima, la princesa Elana (o Ellen) se casaría con Finghin MacCarthy.

## Principados y otros clanes

Irlanda en 1450, con los MacCarthy Mór al sur.

El clan MacCarthy recibiría tierras y títulos luego de la disolución del Reino de Desmond, de los cuales se destacan tres principados:
1. Carbery
2. Muskerry
3. Duhallow

Por su localización geográfica, los MacCarthy de Muskerry y Carbery serían quiénes terminarían luchando la mayor parte de las batallas contra los Normandos, principalmente los FitzGerald que ostentaban el título de Conde de Desmond. Ello mientras defendían y expandían los reinos gaélicos. A mediados del siglo XVI, la línea principal de la MacCarthy Mór se habían retirado en gran parte hacia el Condado de Kerry.